# Athetis unduloma
Athetis unduloma är en fjärilsart som beskrevs av Embrik Strand 1920. Athetis unduloma ingår i släktet Athetis och familjen nattflyn. Inga underarter finns listade i Catalogue of Life.